# خوابجان
خوابجون، در اصفهان محلات قدیمی زیادی وجود دارد یکی از آنها خوابجون است. محدوده خیابان شهیدضابط زاده بعد از مسجد مسلم و کوچه مهرداد را محله خوابجون می‌گویند. البته در قدیم این محله تا فلکه شهدا هم ادامه داشته و مادی هم داشته‌است اما مادی این محله از بین رفته‌است ولی آثار مادی در کنار میدان شهید کویتی دیده می‌شود. کوچه سید علی محمد که نام کنونی آن کوچه بانکی شده هم از کوچه‌های قدیمی این محله می‌باشد. بن‌بست رامشاد و کوچه رودابه، کوچه شهید مسعود رمضانی هم در این محله قدمتی بسیار دارند.

## مترو اصفهان
تا سال ۱۴۰۳ خط ۲ قطار شهری اصفهان در ۳ ایستگاه از این محله می‌گذرد که فعلاً در حال ساخت است.

## آثار تاریخی
یکی از مدارس قدیم این محله، مدرسه سوزنچی بوده که امروزه به آن شاهد می‌گویند، پارک قوشخانه هم در این مکان قرار دارد. مادی قدیمی طوقچی هم از این محله می‌گذشت که هنوز آثار کمی از آن در خیابان مولوی و پوریای ولی به چشم می‌خورد.